# Roger Stone
Roger Jason Stone (født Roger Joseph Stone Jr., 27. august 1952 i Norwalk, Connecticut, USA) er en amerikansk konservativ politisk konsulent, lobbyist og dømt kriminel. Siden 1970'erne har Stone arbejdet med at føre valgkamp for republikanske politikere, herunder Richard Nixon, Ronald Reagan, Jack Kemp, Bob Dole, George W. Bush, og Donald Trump. Ud over ofte at fungere som rådgiver i valgkampe har Stone været politisk lobbyist. I 1980 var han med til at grundlægge et lobbyfirma i Washington D.C. sammen med Paul Manafort og Charles R. Black Jr. Firmaet rekrutterede i 1984 Peter G. Kelly og blev omdøbt til Black, Manafort, Stone and Kelly (BMSK).:124 
I løbet af 1980'erne blev BMSK et fremtrædende lobbyfirma ved at udnytte sine forbindelser til Det Hvide Hus til at tiltrække højt betalte kunder, herunder amerikanske virksomheder og brancheorganisationer samt udenlandske regeringer. I 1990 var det en af de førende lobbyister for amerikanske og udenlandske virksomheder og organisationer.:125 
Hans personlige stil til at opnå sine kunders mål er blevet beskrevet som "en kendt infighter", "en erfaren udøver af hårdkogt politik", "en republikansk strateg", og "en politisk fikser". Stone har omtalt sig selv som "en agent provocateur". Han har beskrevet sin politiske modus operandi som "Angrib, angrib, angrib, forsvar dig aldrig" og "Indrøm intet, benægt alt og gå til modangreb."
Stone foreslog første gang Trump som præsidentkandidat i begyndelsen af 1998, mens han var Trumps lobbyist for kasinobranchen i Washington.
Stone forlod officielt Trump-kampagnen den 8. august 2015. Men to unavngivne personer med tilknytning til Stone har påstået, at han samarbejdede med WikiLeaks-grundlæggeren Julian Assange under præsidentvalgkampen i 2016 for at miskreditere Hillary Clinton. Stone og Assange har afvist disse påstande. I april 2020 blev der offentliggjort næsten tre dusin ransagningskendelser, som afslørede kontakter mellem Stone og Assange i 2017, og at Stone orkestrerede hundredvis af falske kontoer på Facebook og bloggere for at udøve politisk indflydelse på de sociale medier.
Den 25. januar 2019 blev Stone anholdt i sit hjem i Fort Lauderdale i Florida i forbindelse med Robert Muellers særlige undersøgelse og sigtet i et anklageskrift for vidnepåvirkning, hindring af en officiel procedure og fem tilfælde af afgivelse af falske erklæringer. I november 2019 blev han af en jury kendt skyldig i alle syv anklagepunkter. Han blev idømt 40 måneders fængsel. Den 10. juli 2020, få dage før Stone var planlagt til at møde i fængslet, ophævede Trump fængselsstraffen. Den 17. august 2020 frafaldt han anken af sine domme. Trump benådede Stone den 23. december 2020.